# 空姓
空姓（空 古音：kong 苦红切）是中文姓氏之一，在《百家姓》中排第384位。在现代是极罕见的姓氏。

## 起源
除少数民族外，空姓皆是由其他复姓所改。
1. 《英贤传》载，相传商初贤臣伊尹出生于空桑，他的后代中有以祖先出生地为姓氏的。后再由空桑改为空姓。
2. 出自子姓，以国为氏，是由空同氏所改。据《世本》和《史记·殷本纪》里的记载，商的始祖契有后代封在空同（也作空桐、崆峒），以后代便有以国为姓氏的。
3. 出自子姓，以名为姓氏。据说周朝宋国始祖微子启的后代中有人名叫空相，他的后代有人以其名为姓氏。